# Agim Fortuzi
Agim Fortuzi (ur. 6 lutego 1925 w Tiranie, zm. 1997) - albański operator filmowy, autor ponad 170 filmów kronikarskich i dokumentalnych oraz ponad 110 reportaży telewizyjnych.

## Życiorys
Podczas II wojny światowej pracował jako kurier dla partyzanckiej Armii Narodowo-Wyzwoleńczej.
W latach 1947-1949 odbył w Pradze dwuletni kurs specjalizacyjny dla operatorów filmowych. Po powrocie pracował w Państwowym Przedsiębiorstwie Kinematograficznym jako operator kamery.
W 1952 roku odbył roczny kurs specjalizacyjny w Moskwie, po powrocie rozpoczął pracę w studiu filmowym Shqipëria e re.

## Wybrana filmografia[1]
| Rok  | Film                                                         |
| ---- | ------------------------------------------------------------ |
| 1956 | Cerriku                                                      |
| 1958 | Bukë                                                         |
| 1958 | Pusi 542                                                     |
| 1958 | 1 maja 1949                                                  |
| 1959 | Ne u dashuruam me Shqipërinë                                 |
| 1959 | Festivali Botëror i Rinisë në Varshavë                       |
| 1959 | Festivali i paqes dhe miqesise                               |
| 1959 | Me kot e kini, provokacioneve greke ne kufi                  |
| 1960 | Në gjurmët e shekujve                                        |
| 1960 | Aleksander Moisiu                                            |
| 1960 | Zeri i paqes                                                 |
| 1966 | Të parët në rrugën e kolektivizimit                          |
| 1967 | Me teper uje per token                                       |
| 1968 | Këngët e të vegjëlve                                         |
| 1968 | Per zhvillimin intensiv te lopes                             |
| 1969 | Per rendimete te larta ne miser                              |
| 1969 | Për një zhvillim më të shpejtë të shpendëve                  |
| 1970 | Më shumë perime për popullin                                 |
| 1970 | Kujdes                                                       |
| 1971 | Hapat e para                                                 |
| 1972 | Jehonë këngësh                                               |
| 1972 | Lashtësi e një qyteti                                        |
| 1972 | Me banoret e pyjeve tona                                     |
| 1973 | Dy endjet                                                    |
| 1973 | Perla e jugut                                                |
| 1973 | Urbanistika e fshatit tonë                                   |
| 1973 | Vajza pukjane                                                |
| 1974 | Arti i punimit në dru                                        |
| 1974 | Ne ndertuaesit e nje vepre                                   |
| 1974 | Me njerezit e skenes                                         |
| 1975 | Mjekja e fshatit                                             |
| 1975 | Shtegtim montatorësh                                         |
| 1975 | Qylymat tanë                                                 |
| 1975 | Lulet dekorative                                             |
| 1975 | Rruga e suksesit                                             |
| 1976 | Ansambli i Këngëve dhe valleve popullore në Suedi e Norvegji |
| 1976 | Në skajin më Jugor                                           |
| 1976 | Per shendetin e popullit                                     |
| 1976 | Më shpejt, më lart, më larg                                  |
| 1977 | Anes Bunes                                                   |
| 1977 | Mendimi krijues i tekstilisteve                              |
| 1977 | Kukesi i ri                                                  |
| 1978 | Në roje të shëndetit                                         |
| 1978 | Ne jemi lulet e partisë                                      |
| 1980 | Mozaiket                                                     |
| 1980 | Tradidat tona ne lundrim                                     |
| 1980 | Dropulli i rilindur                                          |
| 1980 | Karl Gega                                                    |
| 1980 | Minerale dhe metale per eksperte                             |
| 1981 | Veshjet popullore shqiptare                                  |
| 1981 | Jeta buzë liqenit                                            |
| 1983 | Energjitika                                                  |

## Nagrody
Jest jednym z pierwszych operatorów, którzy otrzymali tytuł Zasłużonego Artysty (alb. Artist i merituar).